# Oleksandr Golovko
Oleksandr Golovko (Jersón, Unión Soviética, 6 de enero de 1972) es un exfutbolista ucraniano que se desempeñaba como defensa central. Durante 9 años jugó en las filas del Dinamo de Kiev.

## Clubes
| Club                  | País    | Año       | Partidos | Goles |
| SC Tavriya Simferopol | Ucrania | 1992-1995 | 108      | 3     |
| FC Dinamo Kiev        | Ucrania | 1995-2004 | 230      | 9     |
| Qingdao Jonoon        | China   | 2004-2005 | 19       | 0     |
| SC Tavriya Simferopol | Ucrania | 2004-2006 | 32       | 0     |

- Datos: Q2470951
- Multimedia: Oleksandr Holovko / Q2470951